# Кунцевич Микола Віталійович
Кунцевич Микола Віталійович (14 жовтня 1954 — 12 березня 2021) — український митець і дисидент. Заслужений діяч мистецтв України, народний артист України, засновник гастрольно-концертного об'єднання «Рухконцерт», організатор музичних фестивалів «Дзвін», «Українське сузір'я», «Коріння наше в Україні». Волонтер Фонду підтримки 25 батальйону «Київська Русь», академік МГО «Міжнародної Академії Козацтва», полковник МГО «Українського Козацтва».

## Життєпис
Микола Кунцевич народився 14 жовтня 1954 року.
Його шлях на цирковий манеж розпочався у восьмирічному віці (1962), коли він прийшов юннатом до Київського зоопарку, в зооатракціон «Веселі звірята». Там познайомився з дресувальниками на чолі з Валентиною та Олегом Чепяковими, які створили єдиний в світовому цирку атракціон «Ведмеді Вершники», а також, сам зооатракціон.
З 1966 року став працювати у цирку уніформістом — в обов'язки цього працівника входить підготувати манеж, встановити потрібну апаратуру.
Після естрадно-циркового училища став ведучим програм — читав український гумор. Підігравав у репризах відомим клоунам, серед яких — Юрій Нікулін, Борис Вяткін, Микола Шульгін, Борис Артем'єв, Карандаш.

### Дисидентство
22 травня 1974 року був заарештований за читання «антирадянських» віршів та «гуморесок» біля пам'ятника Тарасові Шевченку в Києві та засуджений до п'яти років позбавлення волі. Звільнений у травні 1979 року.
1980 року проти нього порушено кримінальну справу за те, що в ефірі «антирадянського» «Радіо „Свобода“» та у деяких вузах Києва були знайдені рукописи його віршів.
Заарештований у травні 1981 року, засуджений до 4 років й 6 місяців ув'язнення.
Під час відбуття ув'язнення його було притягнено до покарання за читання поеми Євгена Євтушенка «Братская ГЕС», за що М. Кунцевич отримав 10 діб ізолятора.
Втретє його арештували у 1984 році за розповсюдження серед засуджених антидержавних матеріалів, які паплюжать державний лад. Засуджений на 3 роки, за вимогою адвоката Віктора Медведчука, з доданням до покарання 1 року й 6 місяців та 19 днів з попереднього строку.
У 1987 році внаслідок амністії Микола Кунцевич з багатьма іншими політв'язнями був звільнений.

### Після звільнення
Член Української Гельсінської Спілки з 1987 року, з 1988 — член Товариства Української Мови ім. Т. Шевченка, з 1989 — член Народного Руху України та Всеукраїнського Товариства репресованих. Референт НРУ.
Заступник Голови оргкомітету I та II з'їздів Української Республіканської партії.
Член Оргкомітету I, II та III Всеукраїнських Зборів Народного Руху України.
З 25 травня 1989 року — художній керівник гастрольно-концертного об'єднання «Рухконцерт». Голова організаційного комітету фестивалів «Дзвін», «Українське сузір'я» та «Коріння наше в Україні». Організував концертне турне танцювального ансамблю «Веселка» з Сіднея і їздив з танцюристами Австралії три тижні по Україні, писав про їхні виступи в пресі України.
Організував гастролі в Україні канадського духового оркестру «Батурин».
З 1998 по 2003 рік помічник народного депутата України Леся Танюка та депутата Київради Леся Задніпровського
З 2003 по 2013 рік заступник директора з творчих питань Київського коледжу театру і кіно
з 28 листопада 2013 року учасник Революції Гідності. Більше 60 разів виступав з віршами зі сцени Майдану.
21 лютого 2014 року був контужений в сутичці з «Беркутом», унаслідок чого втратив зір, який частково поновлено завдяки операціям, які виконав провідний хірург Київського «Центру мікрохірургії ока» Дмитро Васильович Жмурик.
Зараз[коли?] завершує роботу над рукописом книги «Погляд в минуле», в якій автор згадує про зустрічі з видатними діячами політики та культури, а також розповідає про зустріч у 1992 році у м. Мюнхені з керівником підпільної організації ОУН «Молода Гвардія» Олегом Кошовим.
Помер 12 березня 2021 року, похований 16 березня 2021 року на Байковому кладовищі.

## Мистецька робота
У 1989 р. створив гастрольно-концертне об'єднання «Рухконцерт».
У 1990, 1991 та 1992 роках організував та провів Всеукраїнський музичний фестиваль «Дзвін».
22 січня 1990 року провів в Палаці Україна перший в Україні концерт, присвячений Дню Соборності України.
24 серпня 1991 року організував та провів перший в Незалежній Україні естрадний концерт
У 1994 р. організував та провів мистецький фестиваль «Українське сузір'я».
1996 року організував та провів Всесвітній мистецький фестиваль «Коріння наше в Україні», за участю представників Української діаспори з 35 країн.
27 грудня 1997 року організував та провів в театрі ім. І. Франка ювілейний вечір, присвячений 60 — річчу від дня народження Голови Народного Руху України В'ячеслава Чорновола.
Учасник зйомок художніх фільмів: «Король Лір» (1970), «В бій ідуть лише старики» (1973), «У Тридевятому царстві», «Чорна Гора», «Дід лівого крайнього», «Ярослав Мудрий» (1981), «Ленін у вогняному кільці», «Квиток в один кінець», «Калина червона» (1974).

## Нагороди
- 1972 рік Лауреат премії імені Олександра Бойченка;
- 1972 рік Лауреат Всесоюзного Фестивалю «Київська Весна»
- 1973 рік Лауреат премії імені Остапа Вишні;
- 1980 рік Лауреат премії імені Миколи Островського;
- 1980 рік Лауреат Всеукраїнського Фестивалю «Вешневі Усмішки»;
- 1996 рік Заслужений діяч мистецтв України;
- 2000 рік Лауреат української мистецької премії Австралії ім. Тараса Шевченка;
- 2002 рік Народний артист України;
- 2004 рік Лауреат української премії мистецького визнання Канади;
- 2004 рік Нагороджений орденом «Ярослава Мудрого» V ступеня;
- 2006 рік Нагороджений орденом «Ярослава Мудрого» IV ступеня;
- нагороджений трьома подяками та Почесною Грамотою Київського міського Голови;
- 2000 рік. Нагороджений Почесною Грамотою Кабінету Міністрів України
- 2002 рік. Нагороджений Почесною Грамотою Верховної Ради України
- 2006 рік. Лауреат премії імені Андрія Сови
- 2013 рік. Нагороджений орденом «КОЗАЦЬКОЇ ЗВИТЯГИ» І СТУПЕНЯ
- 14 жовтня 2014 року. Нагороджений орденом «Святої Покрови» УПЦ Київського Патріархату
- 2015 рік. Нагороджений медаллю «За жертовність і любов до України» УПЦ Київського Патріархату
- 14 жовтня 2015 року Нагороджений орденом «За участь у визвольній боротьбі»